# پیرانای شکم‌قرمز
پیرانای شکم‌قرمز یا پیرانای قرمز یا پیرانای شکم‌سرخ، یک گونه از ماهی پیرانای بومی آمریکای جنوبی است که در بستر رود آمازون، رودهای ساحلی شمال شرقی برزیل و بستر رود پاراگوئه و پارانا زندگی می‌کند. می‌توان این ماهی را همه چیز خوار دانست، حشره، کرم، برخی سخت پوستان و حتی ماهی، خوراک این جانور است. این گونه اهل مهاجرت نیست اما برای تخم‌گذاری و یافتن فضای مناسب همچنین در فصل‌های بارانی، سفر می‌کند.
این ماهی به‌طور گسترده در سراسر قارهٔ آمریکای جنوبی پراکنده است و در رودخانه‌های نواحی قلمرو نوگرمسیری آرژانتین، برزیل، بولیوی، کلمبیا، اکوادور، گویان، پاراگوئه، پرو، اروگوئه، و ونزوئلا یافت می‌شود. پیرانای شکم‌قرمز می‌تواند در آب‌های بین ۱۵ و ۳۵ درجه سلسیوس (۵۹–۹۵ درجه فارنهایت) زندگی کند؛ هرچند، این ماهی می‌تواند در دمای ۱۰ درجه سلسیوس (۵۰ درجه فارنهایت) نیز زنده بماند.

## خوراک
برخلاف تصویری که از این ماهی در عالم سینما ارائه شده‌است، که یک جانور گوشتخوار خطرناک است، کاملاً برعکس پیرانا در درجهٔ نخست یک مردارخوار و علفخوار است و در فصل‌های بارانی که غذا کمتر پیدا می‌شود، از گیاهان و حشرات تغذیه می‌کند. پیرانا اگر به شکار رود حیوانات ضعیف، زخمی و در حال مرگ را می‌خورد. پیرانای شکم قرمز اگر چه به‌طور معمول مردارخوار است اما گاهی به شکار طعمه‌های بزرگتری مثل حواصیل و برگچه‌خوار نیز می‌پردازد.

## نگارخانه

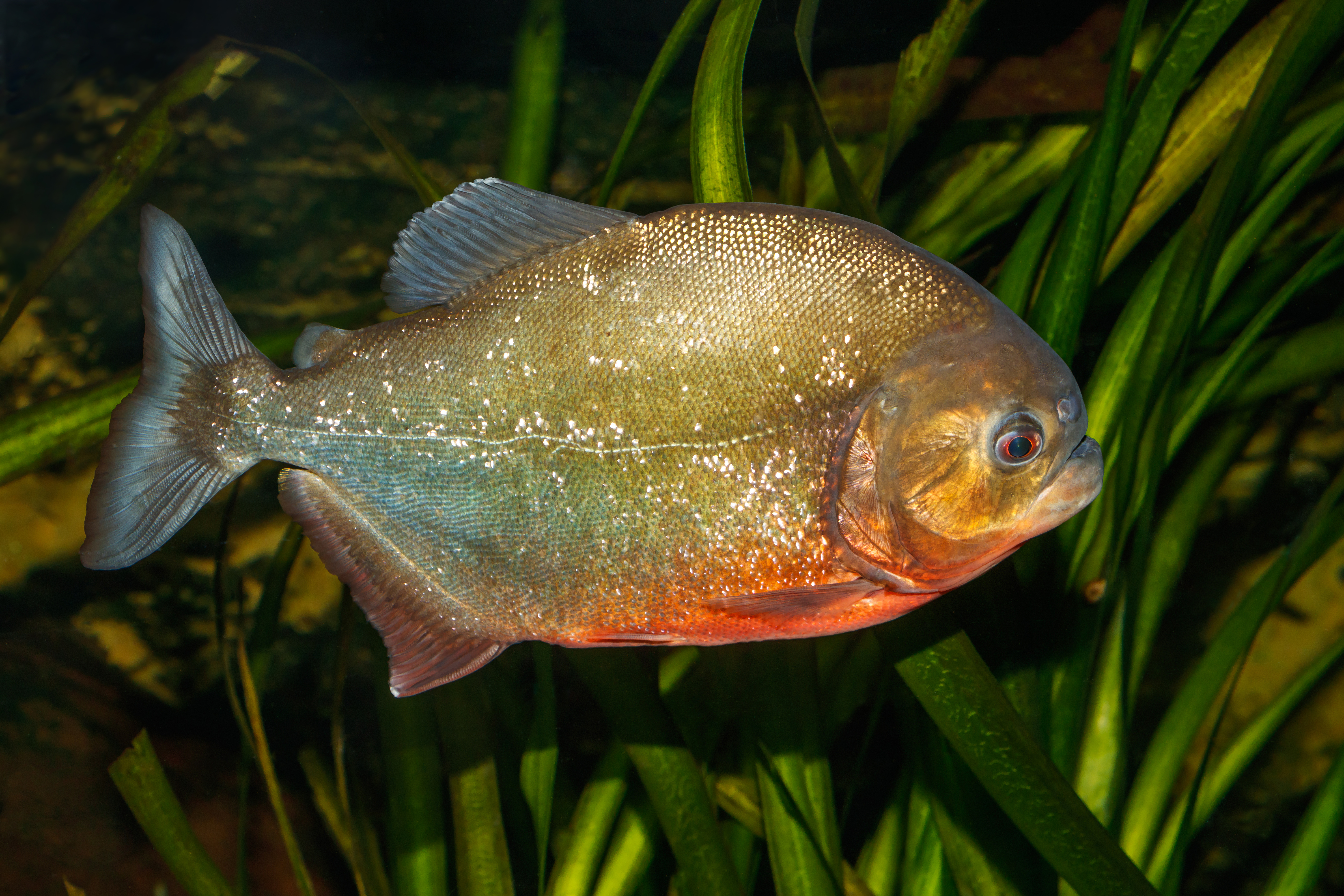
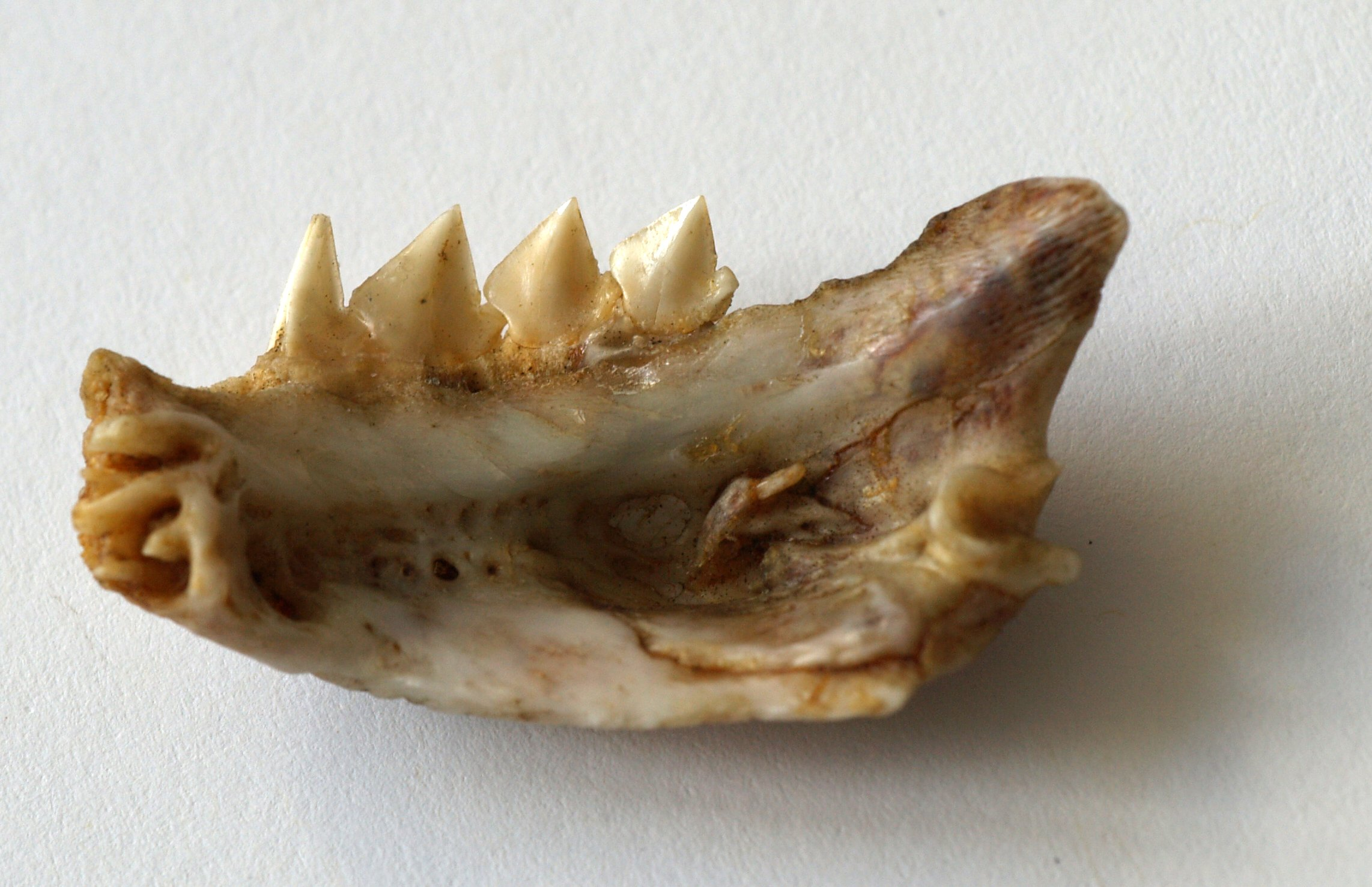
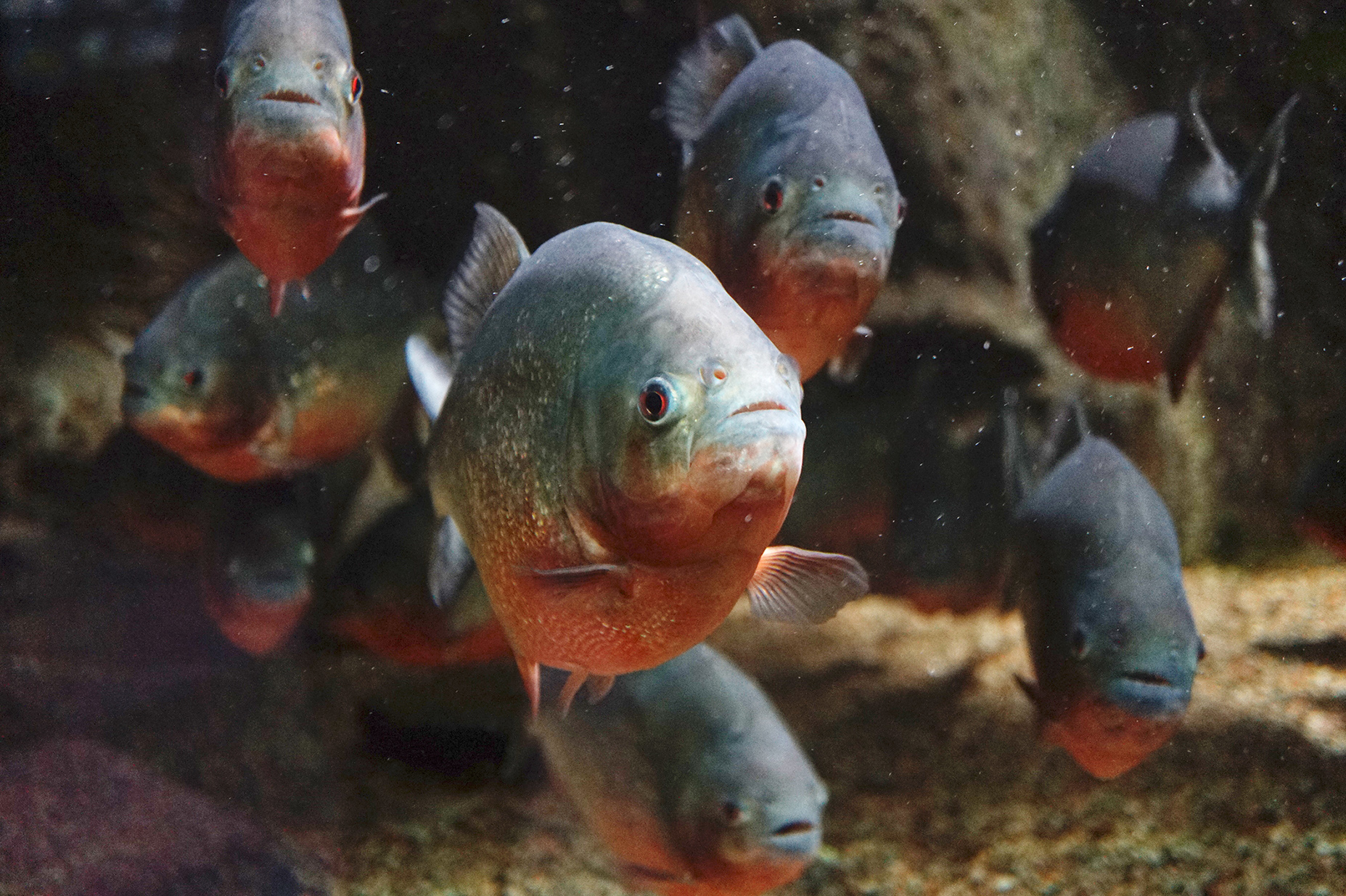
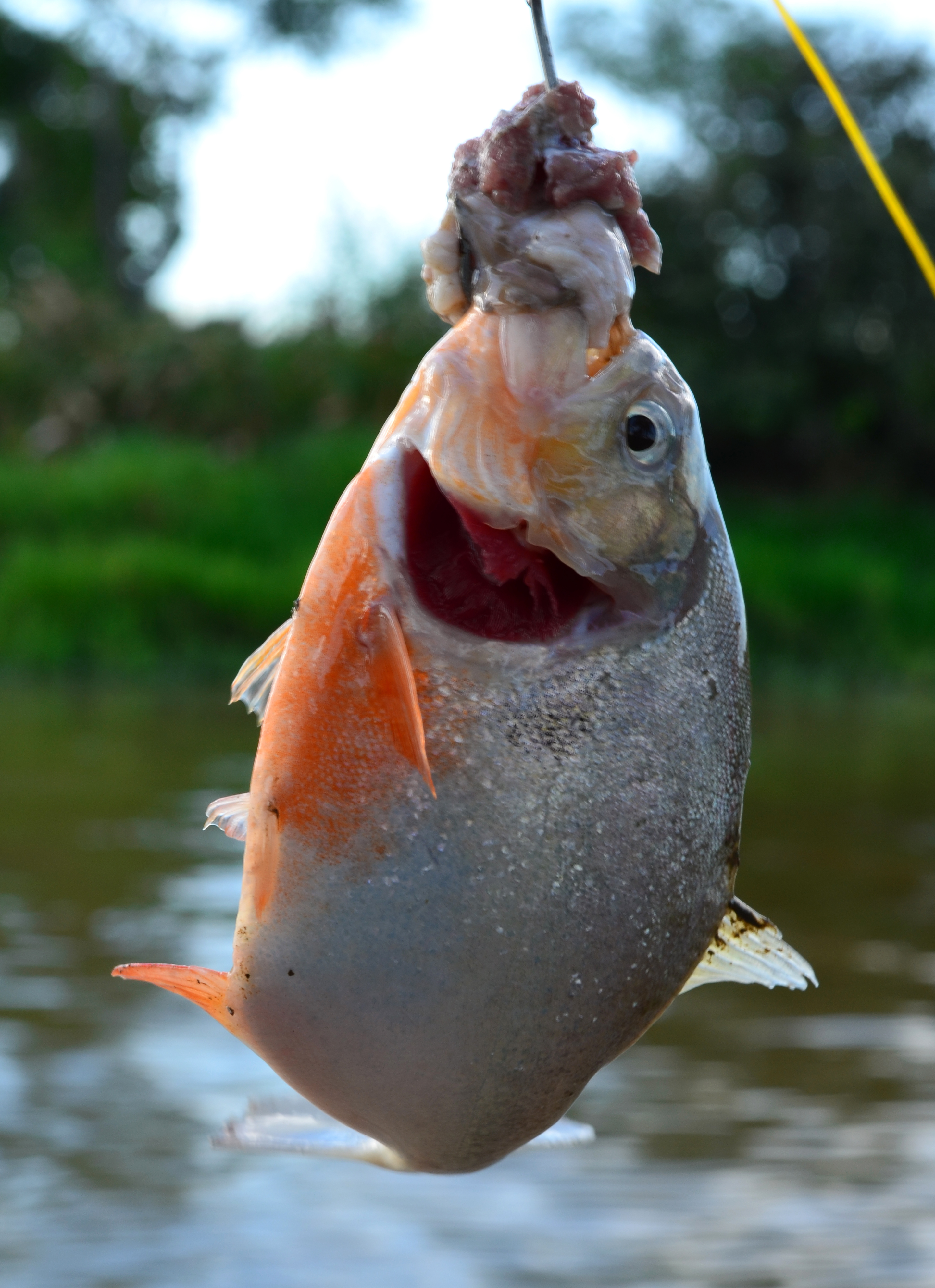